# Swertia patens
Swertia patens är en gentianaväxtart som beskrevs av Isaac Henry Burkill. Swertia patens ingår i släktet Swertia och familjen gentianaväxter. Inga underarter finns listade i Catalogue of Life.